# Charnècles
Charnècles ist eine französische Gemeinde mit 1.462 Einwohnern (Stand: 1. Januar 2022) im Département Isère in der Region Auvergne-Rhône-Alpes. Sie gehört zum Arrondissement Grenoble und zum Kanton Tullins. 

## Geographie
Die Gemeinde Charnècles liegt im westlichen Vorland des Chartreuse-Gebirges, sieben Kilometer südwestlich von Voiron und etwa 28 Kilometer nordwestlich von Grenoble. Umgeben wird Charnècles von den Nachbargemeinden Réaumont im Norden, Moirans im Osten, Vourey im Südosten und Süden, Renage im Südwesten und Westen sowie Rives im Westen und Nordwesten. Am Nordrand der Gemeinde Charnècles verläuft die Autoroute A48.

## Bevölkerungsentwicklung
| Jahr                       | 1962 | 1968 | 1975 | 1982 | 1990 | 1999 | 2006 | 2013 | 2021 |
| -------------------------- | ---- | ---- | ---- | ---- | ---- | ---- | ---- | ---- | ---- |
| Einwohner                  | 566  | 579  | 644  | 858  | 1044 | 1363 | 1437 | 1504 | 1406 |
| Quellen: Cassini und INSEE |      |      |      |      |      |      |      |      |      |

## Sehenswürdigkeiten
- Kirche Saint-Roch aus dem 19. Jahrhundert
- römische Brücke aus dem 3. Jahrhundert

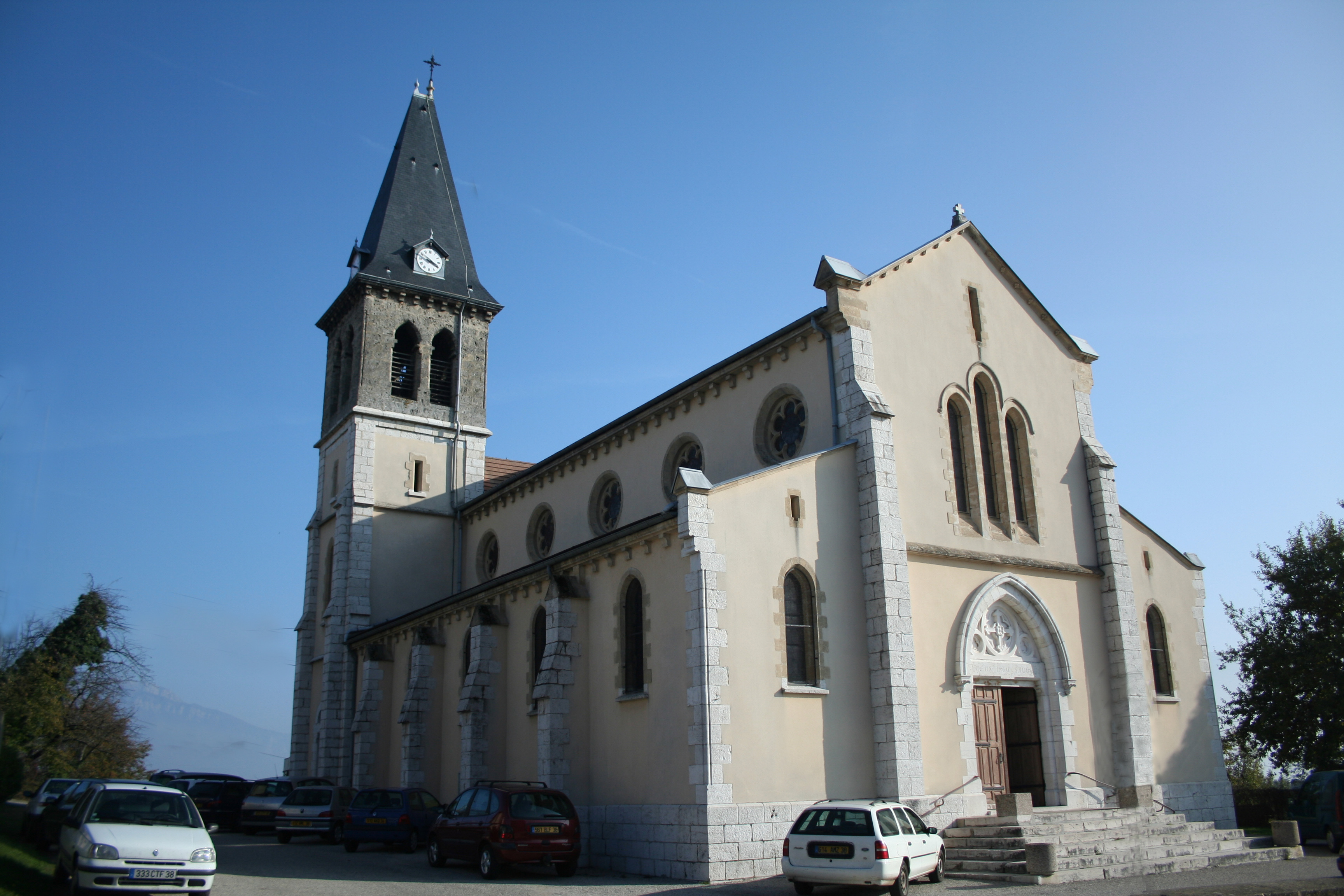
Kirche Saint-Roch

- Rathaus
- Lavoir